# Isanosaurus
Genre
Espèce
Isanosaurus est un genre de dinosaures sauropodes ayant vécu à la fin du Trias, en Thaïlande.
Des vertèbres, des fragments de côtes, une omoplate, un fémur et quelques autres os d’Isanosaurus attavipachi ont été découverts en septembre 2000 dans le Nord-Est de la Thaïlande par une équipe de chercheurs comprenant Éric Buffetaut du CNRS.
Le spécimen d’Isanosaurus attavipachi trouvé était probablement un jeune et ne mesurait que 6,5 m de long. Cet animal devait mesurer plus de 10 mètres de long à l'âge adulte et était peut-être un précurseur des diplodocus. 
C'est actuellement le plus ancien sauropode connu, datant d'avant le jurassique. Il date du trias supérieur, il y a plus de 209 millions d'années.